# 新波克羅夫卡 (斯瓦托韋區)
49°45′19″N 38°46′8″E / 49.75528°N 38.76889°E
新波克羅夫卡（烏克蘭語：Новопокровка）是位於烏克蘭東部的村莊，由盧甘斯克州斯瓦托韋區的洛茲諾-亞歷山德里夫卡市鎮負責管轄。該村始建於1947年，面積0.17平方公里，海拔高度141米，2001年人口11，人口密度每平方公里65.5人。